# Popudbina
Popudbina (lat. viatum) je sakrament euharistije za umiruće ljude tj. one na samrti. Dijeli se uz ispovijed i bolesničko pomazanje. Predstavlja „hranu” za put koja prati kršćanina u prijelazu iz zemaljskoga prema zagrobnom, vječnom životu.